# Уйо-Док'я
Уйо́-До́к'я (Ує-Док'я; рос. Уё-Докья) — присілок у Вавозькому районі Удмуртії, Росія.

## Населення
Населення — 220 осіб (2010; 234 в 2002).
Національний склад (2002):
- удмурти — 92 %

## Господарство
У присілку діє початкова школа-садочок, фельдшерсько-акушерський пункт.
Урбаноніми:
- вулиці — Зарічна, Логова, Передова, Польова, Російська, Садова, Тваринників, Центральна